# Izvorovo (Dobritsj)
Izvorovo (Bulgaars: Изворово) is een dorp in het noordoosten van Bulgarije. Het dorp is gelegen in de gemeente General Tosjevo in de oblast Dobritsj. Het dorp ligt hemelsbreed ongeveer 28 km ten zuidoosten van Dobritsj en 393 km ten noordoosten van Sofia.

## Bevolking
Op 31 december 2020 woonden er 174 personen in het dorp Izvorovo. Het aantal inwoners vertoont al tientallen jaren een dalende trend: in 1934 woonden er nog 1.902 personen in het dorp.
| Bevolkingsontwikkeling tussen 1934 en 2020          |
| --------------------------------------------------- |
|                                                     |
| Bron: Nationaal Statistisch Instituut van Bulgarije |

In het dorp wonen nagenoeg uitsluitend etnische Bulgaren, maar ook een aantal Roma. In de optionele volkstelling van 2011 identificeerden 252 van de 267 ondervraagden zichzelf als etnische "Bulgaren". Daarnaast noemden 11 ondervraagden zichzelf "Roma".
| Etnische samenstelling van de respondenten (2011) | Etnische samenstelling van de respondenten (2011) | Etnische samenstelling van de respondenten (2011) | Etnische samenstelling van de respondenten (2011) | Etnische samenstelling van de respondenten (2011) |
| ------------------------------------------------- | ------------------------------------------------- | ------------------------------------------------- | ------------------------------------------------- | ------------------------------------------------- |
|                                                   |                                                   |                                                   |                                                   |                                                   |
| Bulgaren                                          | Bulgaren                                          |                                                   | 94,4%                                             | 94,4%                                             |
| Turken                                            | Turken                                            |                                                   | 0,0%                                              | 0,0%                                              |
| Roma                                              | Roma                                              |                                                   | 4,1%                                              | 4,1%                                              |
| Anders/Onbekend                                   | Anders/Onbekend                                   |                                                   | 1,5%                                              | 1,5%                                              |

Van de 270 inwoners die in februari 2011 werden geregistreerd, waren er 21 jonger dan 15 jaar oud (7,8%), gevolgd door 145 personen tussen de 15-64 jaar oud (53,7%) en 104 personen van 65 jaar of ouder (38,5%).